# Шольїнський
Шо́льїнський (рос. Шольинский) — пам'ятка природи республіканського значення, що знаходиться поблизу села Шолья Камбарського району Удмуртії, Росія. Утворено 27 жовтня 1997 року.
Площа заповідної території становить 283 га, відносить до Шольїнського лісництва Камбарського лісгоспу.
Пам'ятка природи складається з 3 розрізнених кластерів:
- перший кластер — розташований за 0,5 км на північний захід від села Шолья, в межиріччі при злитті річок Армязь та Шолья, в межах першої надзаплавної тераси річки Кама;
- другий кластер — розташований за 0,4 км на північ від села Шолья, займає праву частину днища долини річки Шолья, прилеглі схили та фрагмент другої надзаплавної тераси річки Кама;
- третій кластер — розташований між селами Шолья та Кама, правобережна частина долини річки Чорна, сегмент заплави річки Кама та її друга надзаплавна тераса.